# Pier Gonella
Pier Gonella (Genua, 26 maart 1977) is een Italiaans gitarist. 
 Gonella is een gitarist in heavymetalband Mastercastle en thrashmetalband Necrodeath.
Geïnspireerd door Deep Purple, en Scorpions, van Yngwie Malmsteen pakte hij op 14-jarige leeftijd de gitaar op.
Hij werd eind 2003 lid van Labyrinth om Olaf Thorsen te vervangen. Freeman uit (2006) is het eerste studio-album waar hij op te horen is. Begin 2009 verliet hij Labyrinth. Hij maakte een solo-lp "Tears in Floods" onder de naam Odyssea.  

In 2007 nam hij met Necrodeath het album Draculea met ze op. In 2009 volgde het album Phylogenesis en 'a Old Skull in 2010. Gonella speelt vandaag de dag nog steeds bij Necrodeath.
Eind 2008 neemt Pier Gonella nog rond de kersttijd een album op voor zijn nieuwe project, onder de naam Mastercastle. Dit is een project dat Gonella samen met leden Giorgia Gueglio, Steve Vawamas en Alessandro Bissa.

Met hen heeft hij tot nu toe zeven albums uitgebracht, waaronder "Still in the Flesh", uitgebracht na 10 jaar vanaf de oprichting van de band, voorafgegaan door de gelijknamige videoclip.
 Het laatste album heet "Lighthouse Pathetic" en werd uitgebracht in januari 2022. Het werd voorafgegaan door de single "Who Cares for the Moon" in samenwerking met zanger "Fabio Lione" en de daaropvolgende videoclip "Lighthouse Pathetic". Gonella speelt nog steeds met deze band. In 2019 richtte hij de muzikale trio "Pier Gonella" op. Met hen bracht hij het album "Strategy" uit in 2020, voorafgegaan door twee singles "Strategy" en "Liberland", en in 2023 "667", voorafgegaan door de single en videoclip "Margarita". Sinds enkele jaren produceert hij muzikale begeleidingen "Backing Tracks", die digitaal worden uitgebracht en op zijn Youtube-kanaal "Pier Gonella Jam" worden gepubliceerd.

## Discografie

### Mastercastle
- The Phoenix  (2009)
- Last Desire (2010)
- Dangerous Diamonds (2011)
- On Fire (2012)
- Enfer (De La Bibliotèque Nationale) (2014)
- Wine of Heaven (2017)
- Still in the Flesh (2019)
- Lighthouse Pathetic (2023)

### Labyrinth
- Freeman (2006)
- 6 days to nowhere (2007)
- As Time Goes by (2011)

### Necrodeath
- Draculea (2007)
- Phylogenesis (2009)
- Old Skull (2010
- The Age of Fear (2011
- The 7 Deadly Sins (2014
- Headhunting (2015
- The Age of Dead Christ (2018
- Defragments of Insanityy (2019
- Neraka (2020
- Singin' in the Pain[12] (2023

### Projecten
- Athlantis, Athlantis (2001)
- Wild Steel, Wild Steel (2003)
- Odyssea, Tears in floods (2005)
- Athlantis,M.W.N.D. (2012)
- Vanexa, Too Heavy To Fly (2017)
- MusicArt Project, The Black Side of the Moon (2012)
- Pier Gonella, Strategy (2020)
- Vanexa, The Last in Black (2021)
- Pier Gonella,667 (2023)

## Bands
- Labyrinth (2003)
- Necrodeath (2006)
- Mastercastle (2008)
- Vanexa (2015)
- Pier Gonella (2020)